# Back in the USA
 (octobre 2024).
La mise en forme du texte ne suit pas les recommandations de Wikipédia : il faut le « wikifier ».
Les points d'amélioration suivants sont les cas les plus fréquents. Le détail des points à revoir est peut-être précisé sur la page de discussion.
- Les titres sont pré-formatés par le logiciel. Ils ne sont ni en capitales, ni en gras.
- Le texte ne doit pas être écrit en capitales (les noms de famille non plus), ni en gras, ni en italique, ni en « petit »…
- Le gras n'est utilisé que pour surligner le titre de l'article dans l'introduction, une seule fois.
- L'italique est rarement utilisé : mots en langue étrangère, titres d'œuvres, noms de bateaux, etc.
- Les citations ne sont pas en italique mais en corps de texte normal. Elles sont entourées par des guillemets français : « et ».
- Les listes à puces sont à éviter, des paragraphes rédigés étant largement préférés. Les tableaux sont à réserver à la présentation de données structurées (résultats, etc.).
- Les appels de note de bas de page (petits chiffres en exposant, introduits par l'outil «  Source ») sont à placer entre la fin de phrase et le point final[comme ça].
- Les liens internes (vers d'autres articles de Wikipédia) sont à choisir avec parcimonie. Créez des liens vers des articles approfondissant le sujet. Les termes génériques sans rapport avec le sujet sont à éviter, ainsi que les répétitions de liens vers un même terme.
- Les liens externes sont à placer uniquement dans une section « Liens externes », à la fin de l'article. Ces liens sont à choisir avec parcimonie suivant les règles définies. Si un lien sert de source à l'article, son insertion dans le texte est à faire par les notes de bas de page.
- La présentation des références doit suivre les conventions bibliographiques. Il est recommandé d'utiliser les modèles {{Ouvrage}}, {{Chapitre}}, {{Article}}, {{Lien web}} et/ou {{Bibliographie}}. Le mode d'édition visuel peut mettre en forme automatiquement les références.
- Insérer une infobox (cadre d'informations à droite) n'est pas obligatoire pour parachever la mise en page.

Pour une aide détaillée, merci de consulter Aide:Wikification.
Si vous pensez que ces points ont été résolus, vous pouvez retirer ce bandeau et améliorer la mise en forme d'un autre article.
Back in the USA est le premier album studio du groupe de rock américain MC5, sorti le 15 janvier 1970. Il s'agit de leur deuxième album, après l'album live Kick Out the Jams sorti en 1969. Ce deuxième album doit son identité sonore au producteur Jon Landau, hostile au son brut du rock psychédélique et adorateur du rock 'n' roll classique des années 1950, de la soul et du rythm & blues.

## Contexte
Le groupe connait de sérieux problèmes de drogues. Leur manageur John Sincler se fait arrêter par la police pour possession de marijuana. Il est condamné à dix ans de prison. Face à ces dérapages, Elektra rompt le contrat. Les positionnements politiques du groupe, très à gauche, éveillent une surveillance du FBI. Le groupe se fait donc plus discret dans ses positionnements et son mode de vie, et se concentre sur la musique, qui devient plus raffinée et moins brute. Ils signent chez Atlantic qui les mets en contact avec le producteur Jon Landau, critique musical qui souhaite se lancer dans la réalisation musicale. L'objectif central du groupe est de se démarquer avec cet album du son brut et sauvage de l'album live Kick Out the Jams (1969). Ce deuxième album doit son identité sonore au producteur Jon Landau, hostile au son brut du rock psychédélique et adorateur du rock and roll classique des années 1950, de la soul et du rythm & blues.

## Contenu
Le morceau d'ouverture est une reprise de Tutti Frutti de Little Richard. Let Me Try est une ballade. « The American Ruse » est une attaque du quintet de Detroit contre l'idée hypocrite de liberté prônée par le gouvernement américain, et « The Human Being Lawnmower » exprime son opposition à l'implication des États-Unis dans la guerre du Vietnam. La dernière chanson de l'album, qui est la chanson titre, est une reprise du single de Chuck Berry de 1959 Back in the U.S.A..

## Sortie et réception critique
Dans sa critique de Back in the USA pour Rolling Stone en 1970, Greil Marcus a admiré la « tentative de l'album de définir des thèmes et des problèmes et d'offrir des solutions politiques, sociales et émotionnelles », mais a trouvé que « la musique, le son et, en fin de compte, le soin avec lequel ces thèmes ont été façonnés l'affaiblissent, à l'exception de deux ou trois excellents numéros qui méritent d'être joués sur tous les juke-box du pays ». 1 Bien que l'album ait été considéré comme un échec au début par la plupart des fans et qu'il n'ait pas connu le succès commercial de leur précédent album, il a été considéré plus tard comme très important en raison de la projection absolue de l'album sur le son principal du MC5 et sur ses premières influences.
Dans sa critique, Jason Ankeny d'AllMusic écrit : « Bien qu'il manque l'impact monumental de Kick Out the Jams, le deuxième album du MC5 est à bien des égards leur meilleur et le plus influent ».

## Héritage
« À une époque où la musique manufacturée était terrible, « Back in the USA » était du rock'n'roll non traité... J'avais l'habitude de m'asseoir et d'écouter cet album pendant des heures : je l'écoutais jusqu'au bout, puis je le remettais directement en marche. C'était le genre d'album avec lequel on pouvait faire ça, en particulier les chansons bizarres comme « Human Being Lawnmower ». Il était impossible de voir la structure de cette chanson pendant un certain temps. On se disait : « Putain, qu'est-ce qui se passe là ? ». Puis on s'asseyait et on travaillait dessus... Mon morceau préféré de l'album du MC5 serait celui de Chuck Berry, « Back in the U.S.A. ». Lemmy, de Motörhead »

En 2012, Back in the USA est classé numéro 446 sur la liste des 500 meilleurs albums de tous les temps ' Rolling Stone. L'année suivante, NME le place à la 490e place de sa propre liste similaire.
Jason Ankeny d'AllMusic estime que « le son épuré et nerveux de l'album anticipait l'émergence des mouvements punk et power pop qui suivraient plus tard dans la décennie. »

## Liste des pistes
Toutes les chansons sont écrites et composées par MC5, except as noted.
| 1. | Tutti Frutti   | 1:30 |
| 2. | Tonight        | 2:29 |
| 3. | Teenage Lust   | 2:36 |
| 4. | Let Me Try     | 4:16 |
| 5. | Looking at You | 3:03 |

| 1. | High School               | 2:42 |
| 2. | Call Me Animal            | 2:06 |
| 3. | The American Ruse         | 2:31 |
| 4. | Shakin' Street            | 2:21 |
| 5. | The Human Being Lawnmower | 2:24 |
| 6. | Back in the U.S.A.        | 2:26 |

## Personnel
MC5
- Rob Tyner – chant
- Wayne Kramer – guitare, chant sur le premier et le troisième refrain de « Back in the USA », solos de guitare sur « Tutti Frutti », « Teenage Lust » et « Looking at You »
- Fred « Sonic » Smith – guitare, solo de guitare sur « The American Ruse », chant principal sur « Shakin' Street » et deuxième refrain de « Back in the USA »
- Michael Davis – basse
- Dennis Thompson – batterie

Personnel supplémentaire
- Danny Jordan – claviers

Technique
- Jon Landau – production
- Jim Bruzzese – ingénieur
- Stephen Paley – direction artistique, photographie de couverture
- Joan Marker – conception